# Parisotoma agrelli
Parisotoma agrelli är en urinsektsart som först beskrevs av Delamare Deboutteville 1950.  Parisotoma agrelli ingår i släktet Parisotoma, och familjen Isotomidae. Arten är reproducerande i Sverige.